# Drynaria laurentii
Drynaria laurentii är en stensöteväxtart som först beskrevs av Christ, och fick sitt nu gällande namn av Georg Hans Emmo Wolfgang Hieronymus. Drynaria laurentii ingår i släktet Drynaria och familjen Polypodiaceae. Inga underarter finns listade.

## Bildgalleri

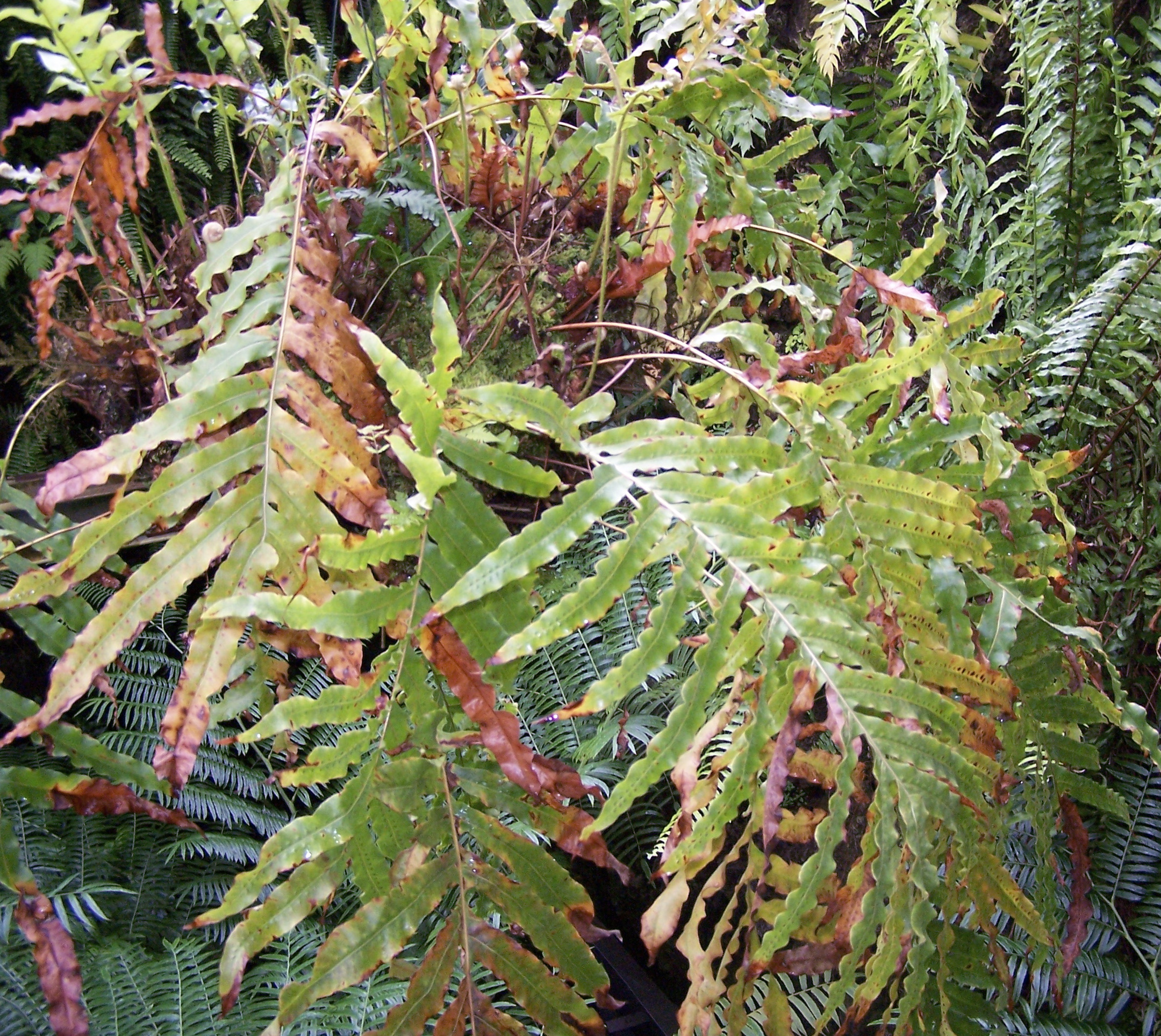